# Sheriff (företag)

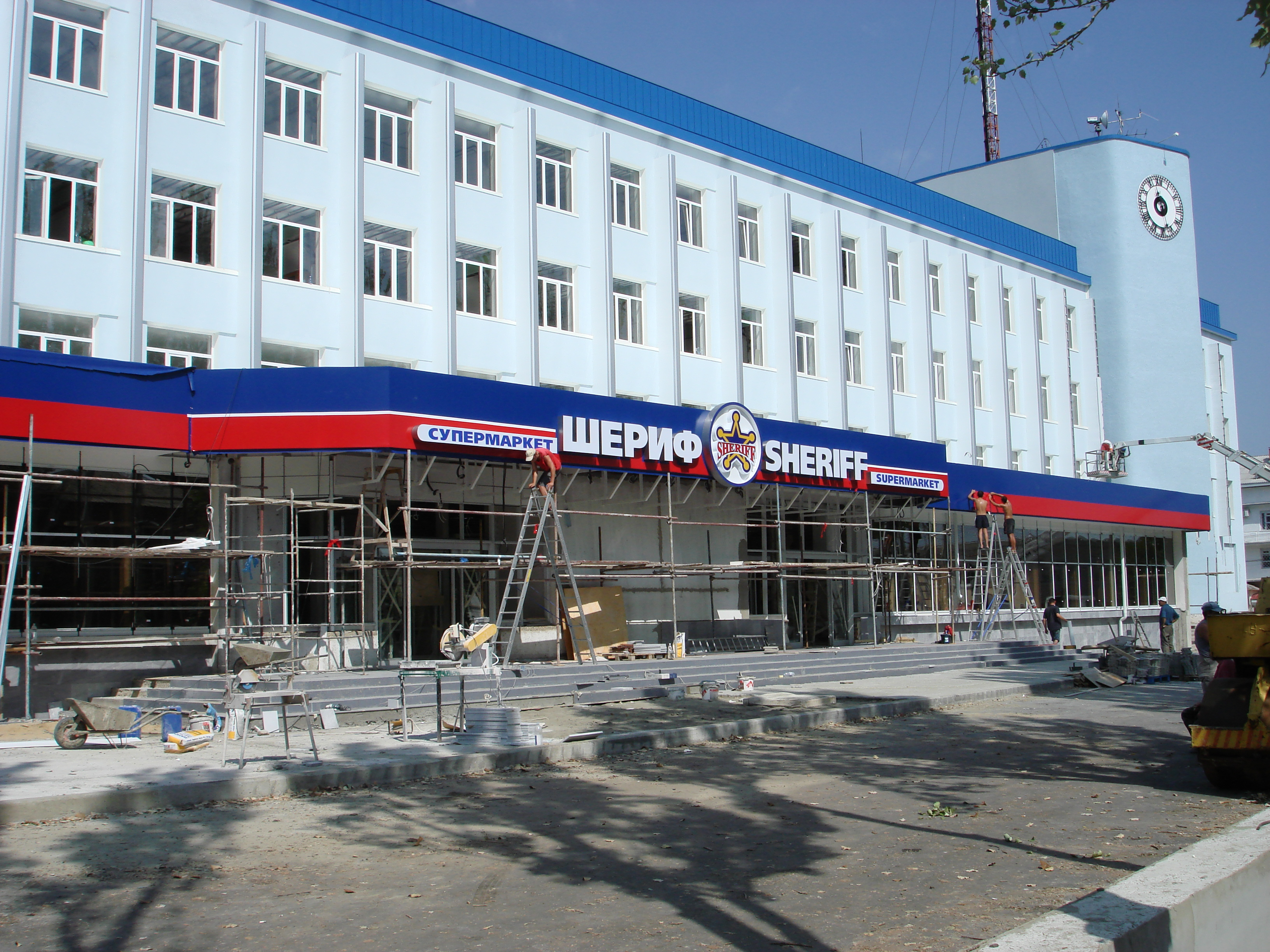
En Sheriff-ägd livsmedelsbutik i staden Bender.

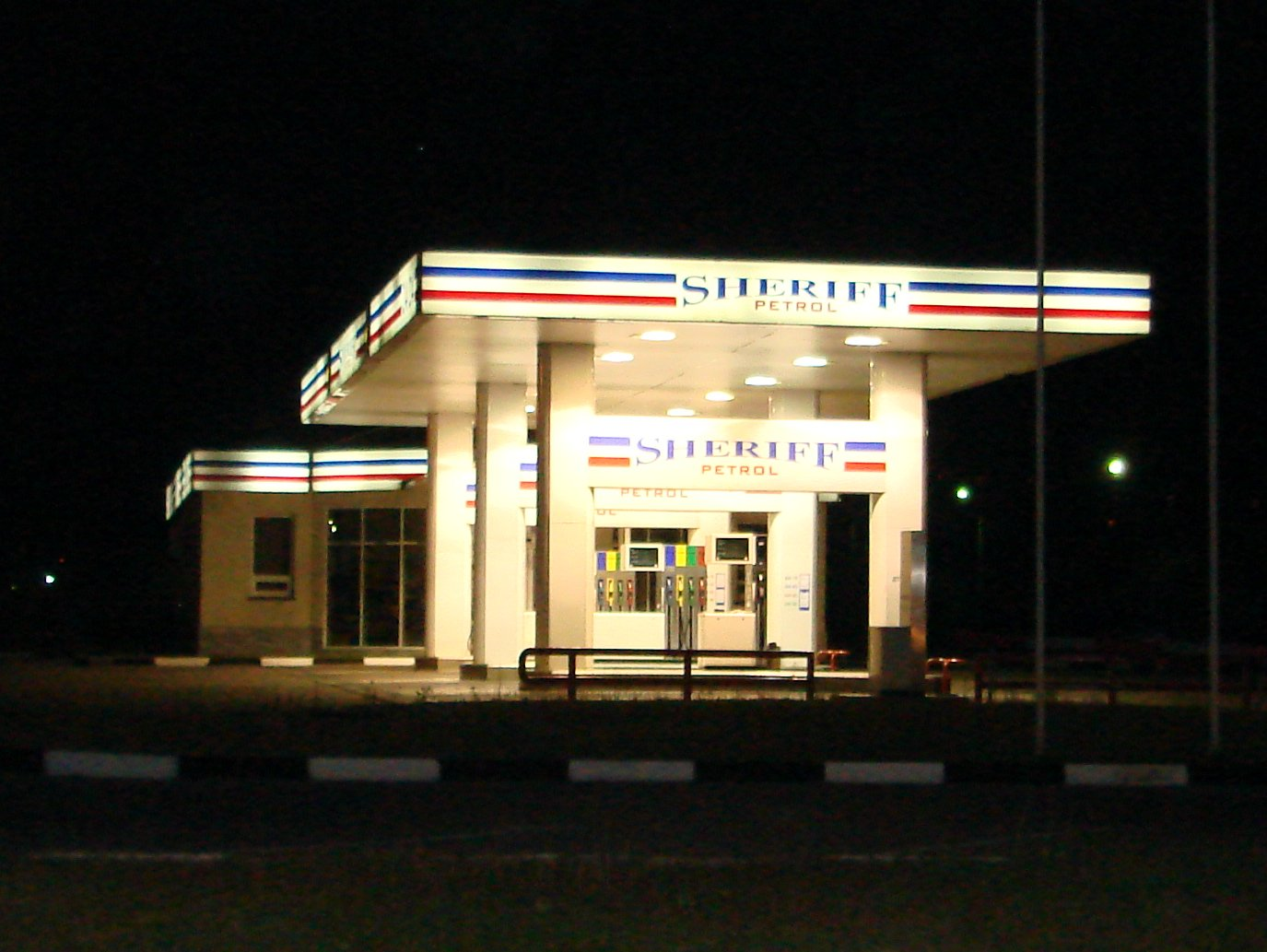
En Sheriff-ägd bensinstation i närheten av Tiraspol.

Sheriff (kyrilliska: Шериф: Sjerif) är det största företaget i Transnistrien, med säte i Tiraspol. Bolaget grundades i början av 1990-talet av Viktor Gusjan och Ilja Kasmaly.  Sheriff har växt till att inkludera nästan alla former av affärsverksamhet i ett  land som saknar internationellt erkännande, och har även blivit engagerat i transnistrisk politik och i fotboll.

## Företagets ägande
Sheriff äger en kedja av bensinstationer, en livsmedelskedja, en TV-kanal, ett bokförlag, ett byggföretag, en Mercedes-Benz-anläggning, ett reklambolag, en destillationsanläggning, två brödindustrier, ett mobiltelefon-nätverk, fotbollsklubben FC Sheriff Tiraspol och dess nyligen byggda Sheriff Stadium. Enbart denna stadium beräknas ha kostat 200 miljoner dollar att uppföra.